# 176-й меридіан східної довготи
176-й меридіан східної довготи — лінія довготи, що лежить на 176 градусів східніше Гринвіцького меридіана. Вона проходить від Північного полюса через Північний Льодовитий океан, Азію, Тихий океан, Нову Зеландію, Південний океан та Антарктиду до Південного полюса.
176-й меридіан східної довготи формує велике коло разом із 4-тим меридіаном західної довготи.

## Список географічних об'єктів, що перетинає 176° сх. д.
Починаючи на Північному полюсі та рухаючись до Південного полюса, 176-й меридіан східної довготи проходить через:
| Координати                                                   | Країна, територія або море | Примітки                                                                                    |
| ------------------------------------------------------------ | -------------------------- | ------------------------------------------------------------------------------------------- |
| 90°0′ пн. ш. 176°0′ сх. д. / 90.000° пн. ш. 176.000° сх. д.  | Північний Льодовитий океан |                                                                                             |
| 72°29′ пн. ш. 176°0′ сх. д. / 72.483° пн. ш. 176.000° сх. д. | Східносибірське море       |                                                                                             |
| 69°52′ пн. ш. 176°0′ сх. д. / 69.867° пн. ш. 176.000° сх. д. | Росія                      |                                                                                             |
| 62°15′ пн. ш. 176°0′ сх. д. / 62.250° пн. ш. 176.000° сх. д. | Берингове море             | Проходить східніше острова Булдир, Аляска, США                                              |
| 52°20′ пн. ш. 176°0′ сх. д. / 52.333° пн. ш. 176.000° сх. д. | Тихий океан                |                                                                                             |
| 1°20′ пд. ш. 176°0′ сх. д. / 1.333° пд. ш. 176.000° сх. д.   | Кірибаті                   | Проходить через атол Беру[en]                                                               |
| 1°22′ пд. ш. 176°0′ сх. д. / 1.367° пд. ш. 176.000° сх. д.   | Тихий океан                | Проходить східніше острова Тамана[en], Кірибаті Проходить західніше острова Нанумеа, Тувалу |
| 37°29′ пд. ш. 176°0′ сх. д. / 37.483° пд. ш. 176.000° сх. д. | Нова Зеландія              | Проходить через острів Матакана[en] Проходить через озеро Таупо на Північному острові       |
| 41°10′ пд. ш. 176°0′ сх. д. / 41.167° пд. ш. 176.000° сх. д. | Тихий океан                |                                                                                             |
| 60°0′ пд. ш. 176°0′ сх. д. / 60.000° пд. ш. 176.000° сх. д.  | Південний океан            |                                                                                             |
| 77°43′ пд. ш. 176°0′ сх. д. / 77.717° пд. ш. 176.000° сх. д. | Антарктида                 | Проходить через Територію Росса (претендує Нова Зеландія)                                   |